# Thracia devexa
Thracia devexa är en musselart som beskrevs av Georg Ossian Sars 1878. Thracia devexa ingår i släktet Thracia och familjen Thraciidae. Inga underarter finns listade i Catalogue of Life.